# Oesterreichische Kontrollbank
Die Oesterreichische Kontrollbank AG (OeKB) ist ein Spezialkreditinstitut im Eigentum von Geschäftsbanken mit Sitz in Österreich. Gegründet wurde sie 1946. Die OeKB Gruppe erfüllt ihre Aufgaben als Österreichs zentraler Finanz- und Informationsdienstleister einerseits als privatwirtschaftliches Unternehmen, andererseits über Mandate der Republik Österreich.
Den Vorstand bilden Helmut Bernkopf und Angelika Sommer-Hemetsberger.

## OeKB Gruppe und Geschäftsfelder
In der Außenkommunikation tritt die OeKB gemeinsam mit ihren Töchtern und Beteiligungen als OeKB Gruppe auf. Die Hauptgeschäftsfelder der Gruppe untergliedern sich dabei in die fünf Bereiche Export Services, Kapitalmarkt Services, Energiemarkt Services, Entwicklungsfinanzierung und Tourismus Services.
Die Geschäftsfelder der Konzernunternehmen der OeKB Gruppe konzentrieren sich auf die Bereiche Kreditversicherung (Acredia Versicherung), Energiemarkt, Kapitalmarktinfrastruktur (OeKB CSD GmbH als österreichischer Zentralverwahrer gemäß der Europäischen Zentralverwahrer-Verordnung sowie Central Counterparty Austria CCPA als Zentraler Kontrahent). Der Bereich Entwicklungsfinanzierung wird durch die 2008 gegründete 100-Prozent-Tochter Oesterreichische Entwicklungsbank AG (OeEB) abgedeckt, die als offizielle Entwicklungsbank der Republik Österreich fungiert. Die Tourismus Services werden von der OeKB und der im Mehrheitsbesitz befindlichen Österreichischen Hotel- und Tourismusbank (ÖHT) erbracht.

## Export Services
Die OeKB fungiert als Österreichs Exportkreditversicherungsagentur. Als Bevollmächtigte der Republik Österreich bietet sie der Wirtschaft maßgeschneiderte Instrumente für das Risikomanagement von Exportgeschäften.
Die Exportgarantien zur Absicherung politischer und wirtschaftlicher Risiken sowie das Instrument der Wechselbürgschaft ermöglichen den Zugang zum Exportfinanzierungsverfahren, das die zinsgünstige Refinanzierung von Exporten, Auslandsbeteiligungen und auch Investitionen im Inland, unter der Bedingung eines entsprechenden Wertschöpfungsanteils für Österreich, wesentlich erleichtert.
Die Aufnahme von Mitteln für die Exportfinanzierung erfolgt über eigene Anleihen der OeKB, die von den Ratingagenturen Moody’s und Standard & Poor’s mit den Ratingcodes Aa1(stable)/AA+(stable) bewertet werden.

## Kapitalmarkt Services
Die OeKB nimmt im österreichischen Finanzmarkt auf Grund ihrer unabhängigen Funktion als Infrastrukturgeber eine zentrale Stellung ein und ist dadurch die Informationsdrehscheibe zu allen Fragen des österreichischen Kapitalmarktes.
Als zentrale Vergabestelle für Wertpapierkennnummern (ISINs) stellt die OeKB sicher, dass jedes österreichische Wertpapier weltweit eindeutig identifiziert werden kann. Die OeKB führt auch die Meldestelle nach dem Kapitalmarktgesetz und betreut das weitestgehend automatisierte Auktionsverfahren für Bundesanleihen. Des Weiteren agiert sie als Servicepartner der WM Datenservice bei der Vergabe des LEI-Codes (Legal Entity Identifier).
Darüber hinaus bietet die OeKB umfangreiches Datenmaterial zu in- und ausländischen Aktien, Anleihen und Fonds und versorgt nahezu alle wesentlichen österreichischen Marktteilnehmer mit Finanzdaten und Kennzahlen.
Die OeKB ist ebenfalls zentrale Stelle für die Speicherung vorgeschriebener Informationen wie z. B. Ad-hoc-Meldungen, Einberufungen von Hauptversammlungen etc. Gemäß Börsegesetz-Novelle von April 2007 (§ 86) sind Emittenten verpflichtet diese Informationen über das OAM-Issuer-Info-System zu übermitteln. Weiters ist sie zertifiziertes SWIFT Service Bureau, über das Unternehmen ihre gesamte SWIFT-Kommunikation abwickeln können.

## Entwicklungsfinanzierung
Die Oesterreichische Entwicklungsbank (OeEB) finanziert Investitionen privater Unternehmen in Entwicklungs- und Schwellenländern. Da dort Unternehmen oft der Zugang zu Finanzprodukten fehlt, ist sowohl der Bedarf an Kreditfinanzierungen als auch an Eigenkapital groß. Die OeEB vergibt Investitionen im Privatsektor, Kredite zu marktnahen Konditionen und stellt Kapital bereit. Durch das so generierte Wachstum sollen Arbeitsplätze entstehen und die Lebenssituation der Menschen verbessert werden.

## Energiemarkt Services
Die OeKB agiert als General Clearing Member an der European Commodity Clearing. Die European Commodity Clearing übernimmt als führendes Clearinghaus Europas die Abwicklung für die bedeutendsten Energiebörsen. Darüber hinaus übernimmt die OeKB das Finanzclearing für mehrere österreichische Energie-Verrechnungsstellen.

## Tourismus Services
2019 übernahm die OeKB 68,75 Prozent der Anteile an der auf Tourismusfinanzierungen spezialisierten Österreichischen Hotel- und Tourismusbank Gesellschaft m.b.H. (OeHT) von der UniCredit Bank Austria sowie der Erste Bank der oesterreichischen Sparkassen AG. Die OeHT ist seit 1947 die nationale Anlaufstelle für Förderungen und Finanzierungen der Tourismus- und Freizeitwirtschaft. Sie wickelt im Auftrag des Bundesministeriums für Landwirtschaft, Regionen und Tourismus die gewerbliche Tourismusförderung des Bundes ab.
Im Geschäftsbereich Tourismus Services werden die jeweiligen Leistungen von OeHT und OeKB für die österreichische Tourismus- und Freizeitwirtschaft gebündelt. Die Förderprodukte der OeHT reichen dabei von Barzuschüssen über Haftungsübernahmen bis zu zinsgestützten Krediten. Die OeKB bietet Finanzierungen für Betriebe mit hohem Ausländernächtigungsanteil.

## Nachhaltigkeit
Das Nachhaltigkeitsmanagement der OeKB ist nach der EMAS-Verordnung und nach EN ISO 14001 zertifiziert. Über die Nachhaltigkeitsinitiativen wird ein jährlicher Bericht erfasst. Seit 2003 geschieht dies nach den Kriterien der Global Reporting Initiative (GRI). Dieser Bericht gilt auch als Advanced Level-Fortschrittsbericht für den UN Global Compact, dem die OeKB 2007 beigetreten ist. Seit 2006 ist die OeKB Audit berufundfamilie-zertifiziert. Dabei handelt es sich um einen Prozess, der Mitarbeitende einbezieht und dabei unterstützt, die Arbeitswelt und -kultur stetig weiterzuentwickeln. Im Ende 2006 von der UNEP und Standard & Poor’s erstellten Sustainability-Report Tomorrow's Value rangiert die OeKB in Bezug auf Nachhaltigkeit und Transparenz unter den TOP-100-Unternehmen der Welt. Die OeKB wird regelmäßig von spezialisierten Nachhaltigkeits-Ratingagenturen bewertet. 2019 erreichte die OeKB im ESG-Rating von Sustainalytics den 2. Platz.
2019 hat die OeKB ein Sustainable Financing Framework mit verpflichtenden Leitlinien für die Begebung von nachhaltigen Anleihen und klaren Vorschriften für die Verwendung der daraus erzielten Erlöse verabschiedet. Den ersten Sustainability Bond in der Höhe von 500 Mio. Euro hat die OeKB im Oktober 2019 begeben.